# Andi Rauschmeier
Andreas Rauschmeier detto Andi (9 settembre 1970) è un ex saltatore con gli sci austriaco.

## Biografia
In Coppa del Mondo esordì il 3 gennaio 1988 a Innsbruck (105°) e ottenne l'unico podio il 11 febbraio 1990 a Engelberg (3°). Non partecipò né a rassegne olimpiche né iridate.

## Palmarès

### Mondiali juniores
- 3 medaglie:
  - 2 ori (gara a squadre a Saafelden 1988; gara a squadre a Vang/Hamar 1989)
  - 1 argento (trampolino normale a Vang/Hamar 1989)

### Coppa del Mondo
- Miglior piazzamento in classifica generale: 28º nel 1990
- 1 podio (individuale):
  - 1 terzo posto

### Campionati austriaci
- 5 medaglie[1]:
  - 2 ori (70 m nel 1990; 70 m nel 1991)
  - 2 argenti (90 m nel 1990; 90 m nel 1991)
  - 1 bronzo (70 m nel 1988)